# الزامات سیاست در عصر ملت-دولت
الزامات سیاست در عصر ملت-دولت کتابی‌ست نوشته احمد زیدآبادی که توسط نشر نی در تاریخ ۱۳۹۷ ه‍. ش به چاپ رسیده‌است که در نویسنده در این کتاب به بررسی چالش‌ها و الزامات سیاست در دنیای معاصر با تمرکز بر دولت-ملت می‌پردازد.

## محتوای کتاب
موضوع کتاب دربارهٔ مفهوم ملت-دولت و تاریخچه آن است. بخش اول کتاب دربارهٔ تاریخ تطور مفهوم ملت-دولت در اروپا و عوامل شکل‌گیری آن است. بخش دوم کتاب دربارهٔ تاریخچهٔ بود و نبود ملت دولت در ایران و نقش مشروطیت در این مفهوم و سپس برخورد جمهوری اسلامی با این مفهوم را بررسی می‌کند. در بخش سوم نویسنده ضرورت نیاز به وستفالیای جدید در منطقه خاورمیانه را پیشنهاد می‌دهد و سپس دربارهٔ نتایج ایجاد آن بحث می‌کند. بخش چهارم کتاب دربارهٔ معضل اسرائیل با مفهوم ملت دولت بحث می‌کند. بخش پنجم کتاب دربارهٔ سیاست و اخلاق در نظام ملت دولت است و نویسنده نگاهی به آرای ماکیاولی در این مورد می‌کند. در بخش ششم دربارهٔ منافع ملی و اخلاق بحث می‌کند.
مباحث اصلی کتاب:
- بررسی     مفهوم دولت-ملت و تاریخچه آن
- بررسی     چالش‌های دولت-ملت در دنیای معاصر
- بررسی     الزامات سیاست در عصر دولت-ملت

برخی از مهم‌ترین ایده‌های مطرح‌شده در کتاب:
- دولت-ملت با چالش‌های متعددی مانند جهانی‌شدن، مهاجرت، و ظهور هویت‌های جدید روبه‌رو است.
- سیاست در عصر دولت-ملت باید به دنبال راه‌هایی برای حل این چالش‌ها و حفظ انسجام و همبستگی ملی باشد.
- برخی از الزامات سیاست در عصر دولت-ملت عبارتند از: دموکراسی، مدارا، و عدالت اجتماعی.[۳]

## نقدها
- برخی منتقدان، رویکرد کتاب را ایده‌آلیستی می‌دانند و معتقدند که به چالش‌های عملی دولت-ملت در دنیای معاصر توجه کافی نشده است.
- برخی دیگر نیز معتقدند که راهکارهای ارائه شده در کتاب برای حل چالش‌های دولت-ملت، کلی و سطحی است و به پیچیدگی این چالش‌ها توجه کافی نشده است.[۴]